# Глейр, Шарль
Марк Габриэль Шарль Глейр (фр. Marc Gabriel Charles Gleyre; 2 мая 1806 — 5 мая 1874) — швейцарский художник и педагог, представитель академизма.

## Биография
Осиротев восьми или девяти лет от роду, Шарль Глейр был увезён дядей в Лион и отдан в фабричную школу. В середине 1820-х годов он прибыл в Париж и несколько лет усиленно изучал живопись в мастерской Эрсана, затем почти на десять лет покинул Францию (1828). Несколько лет Глейр провёл в Италии, где развил своё дарование изучением и копированием произведений старинных мастеров, а также писанием этюдов с натуры. В Италии он сблизился, в частности, с Орасом Верне и Луи-Леопольдом Робером, а затем отправился в Грецию и дальше на восток, побывав в Египте, Ливане, Сирии. Природа и народный быт этих стран доставили ему богатый запас материалов для последующих его картин.

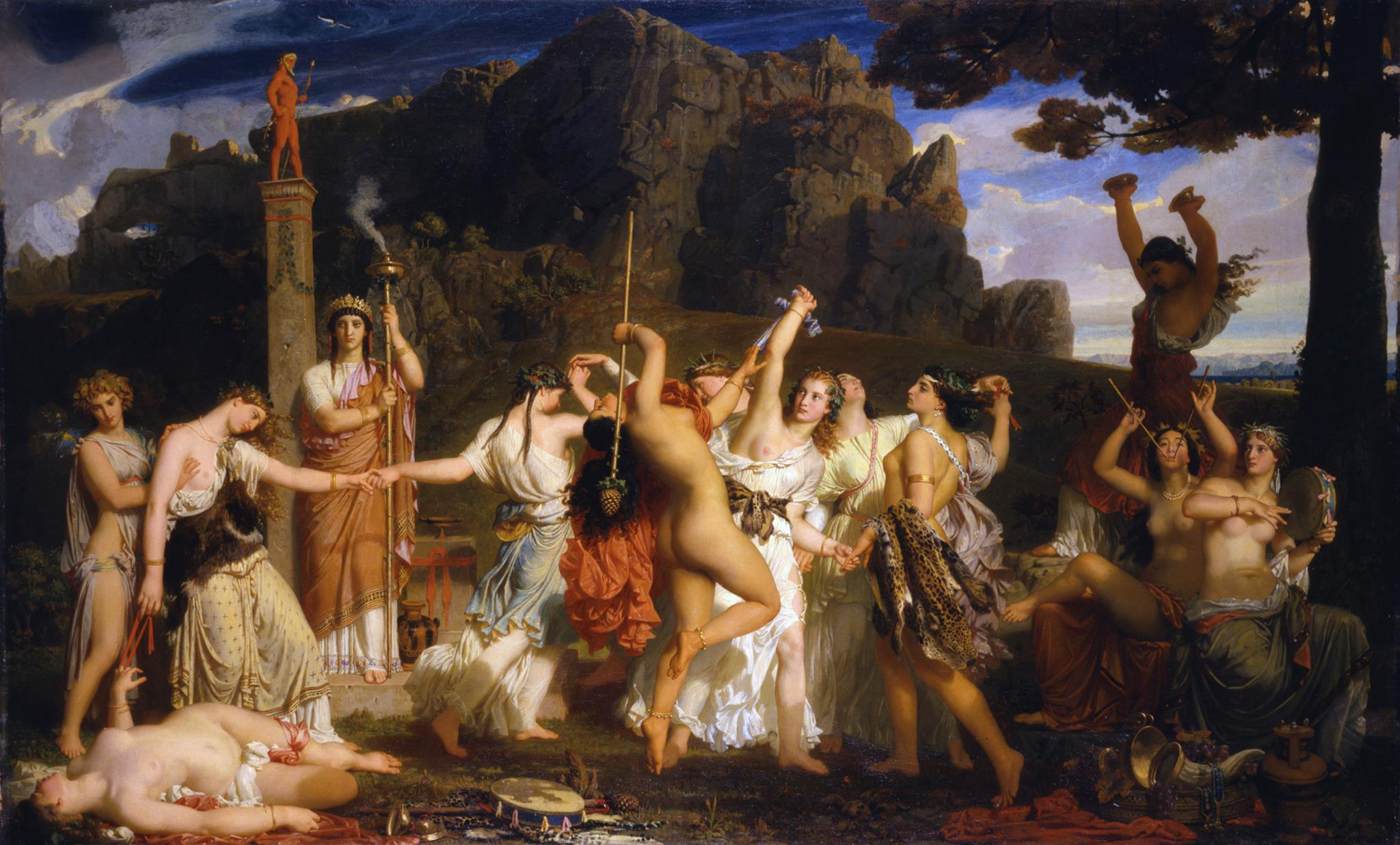
Танец вакханок. Музей изящных искусств, Лозанна

Вернувшись в Париж в 1834 году, он вскоре стал известным и занял видное место среди представителей романтическо-идеального направления во французской живописи. В своих картинах воспроизводил народные сцены, типы и костюмы посещённых им стран; писал также пейзажи, мифологические, исторические и религиозные сюжеты, а иногда и портреты. Первая его картина, привлёкшая к себе внимание, появилась в 1840 году («Видение святого Иоанна»). За ней последовал «Вечер» (1843) — масштабная аллегория, получившая серебряную медаль на Парижской выставке и известная в дальнейшем под названием «Утраченные иллюзии».
Несмотря на определённый успех, Глейр мало участвовал в дальнейшем в конкурсных выставках. Он отличался исключительной требовательностью к себе, работал над картинами подолгу, однако оставил в общей сложности, согласно посмертному каталогу, 683 работы — включая этюды и рисунки, среди которых, в частности, портрет Гейне, использованный для гравюры в журнале «Revue des Deux Mondes» (апрель 1852). Среди наиболее значительных работ в наследии Глейра — картины «Земной рай» (о которой восторженно отзывался Ипполит Тэн), «Потоп», «Одиссей и Навсикая», «Блудный сын» и другие полотна на античные и библейские сюжеты.
Глейр также был известен как педагог. В середине 1840-х годов Поль Деларош передал ему своих учеников. В студии Глейра в разное время занимались Сислей, Ренуар, Моне, Уистлер, Пику, В. К. Генц и другие выдающиеся художники.

## Картины

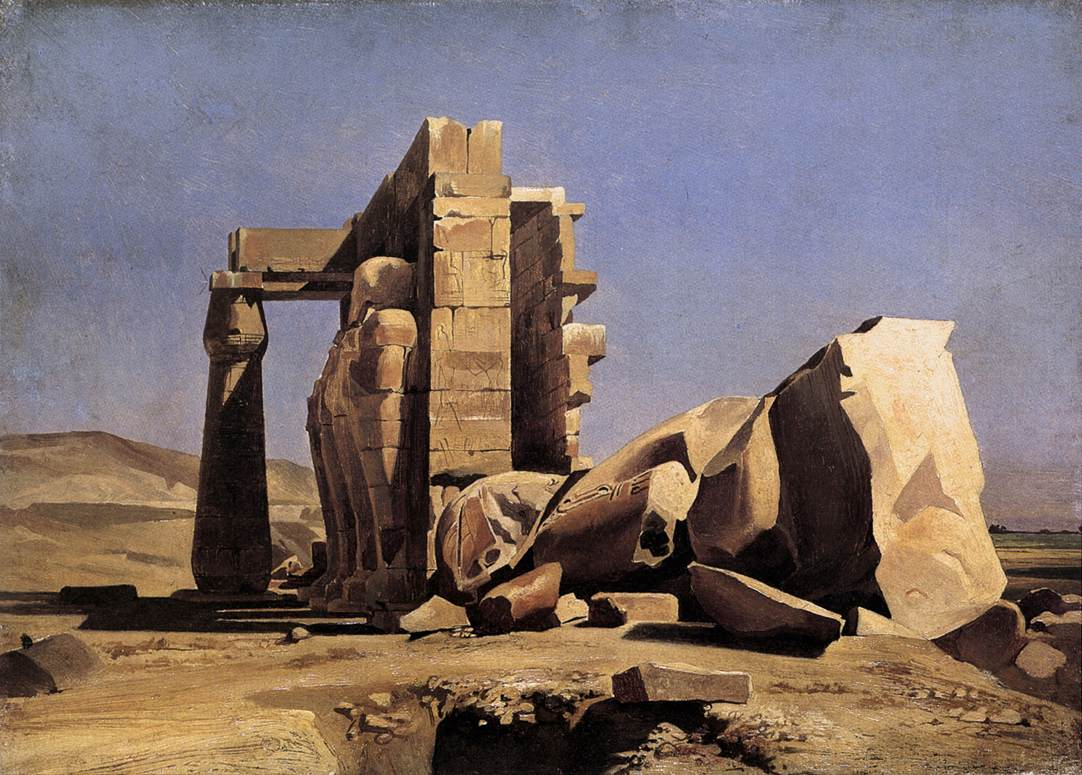
Египетский храм. 1840. Музей изящных искусств, Лозанна
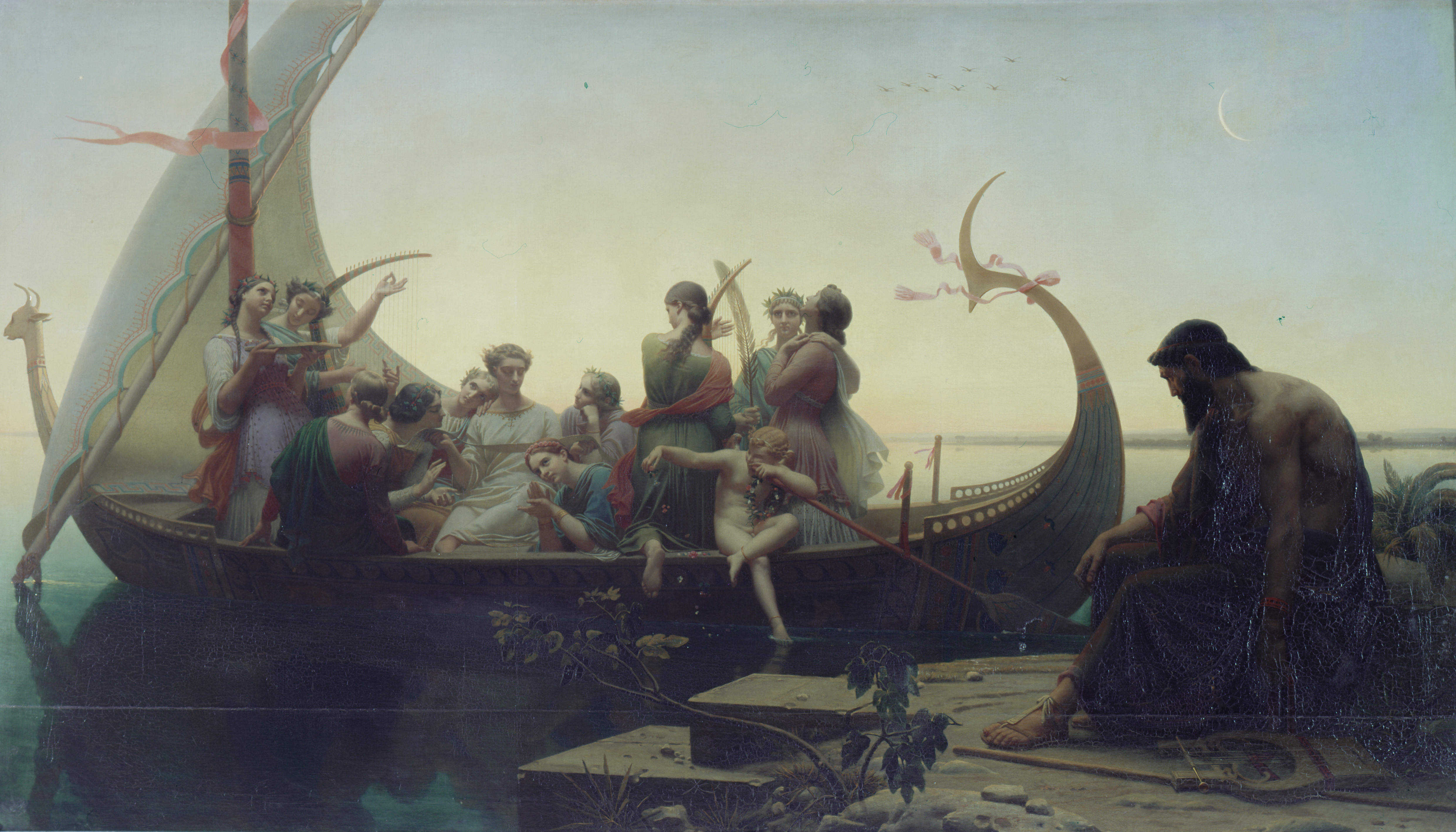
Вечер, или Утраченные иллюзии. 1843. Лувр, Париж
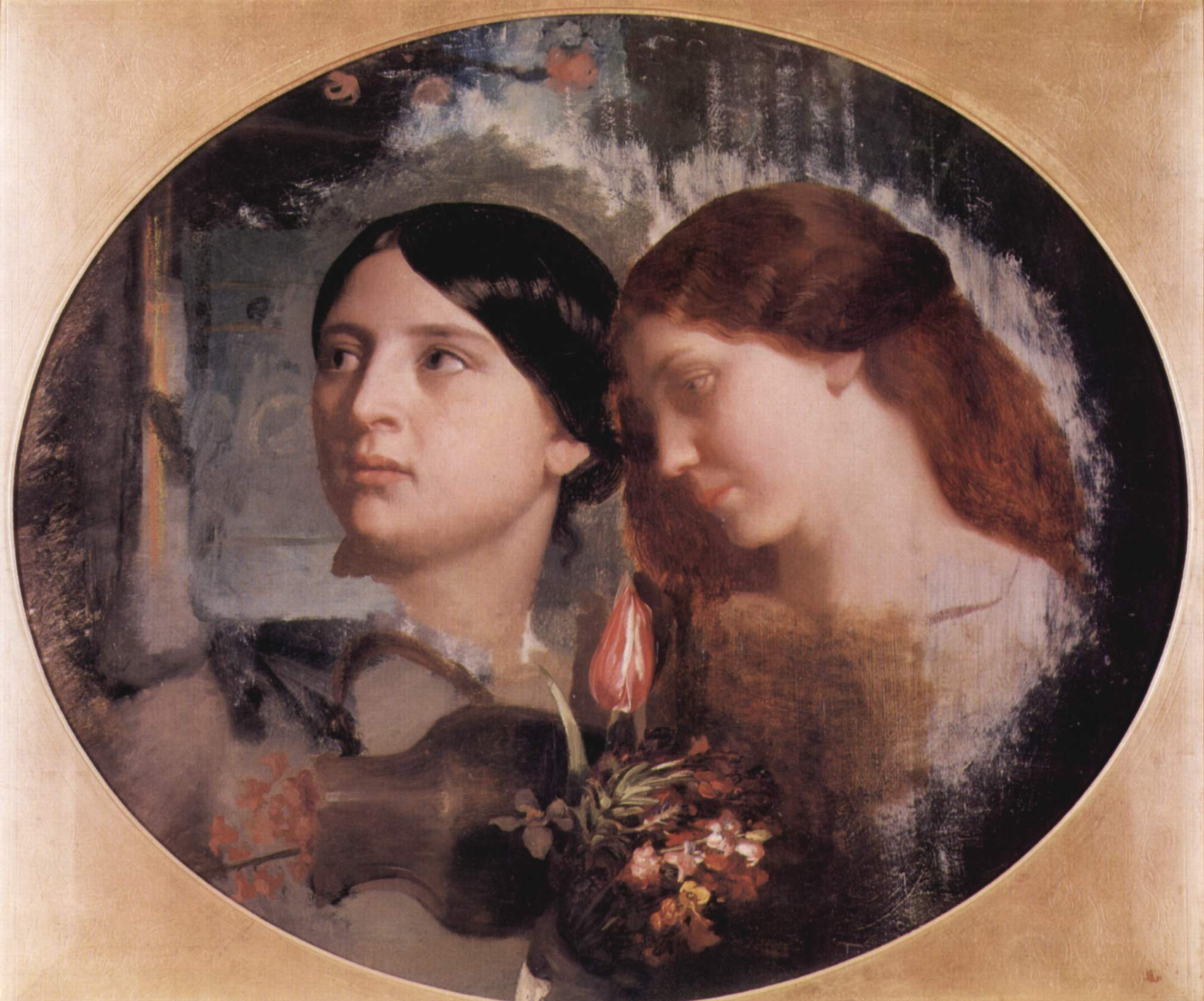
Две женщины с букетом. 1850. Музей изящных искусств, Лозанна
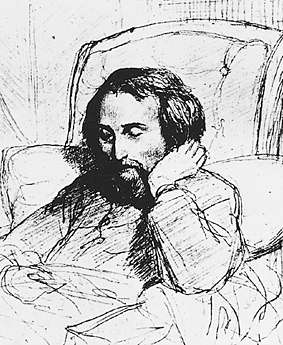
Портрет Генриха Гейне
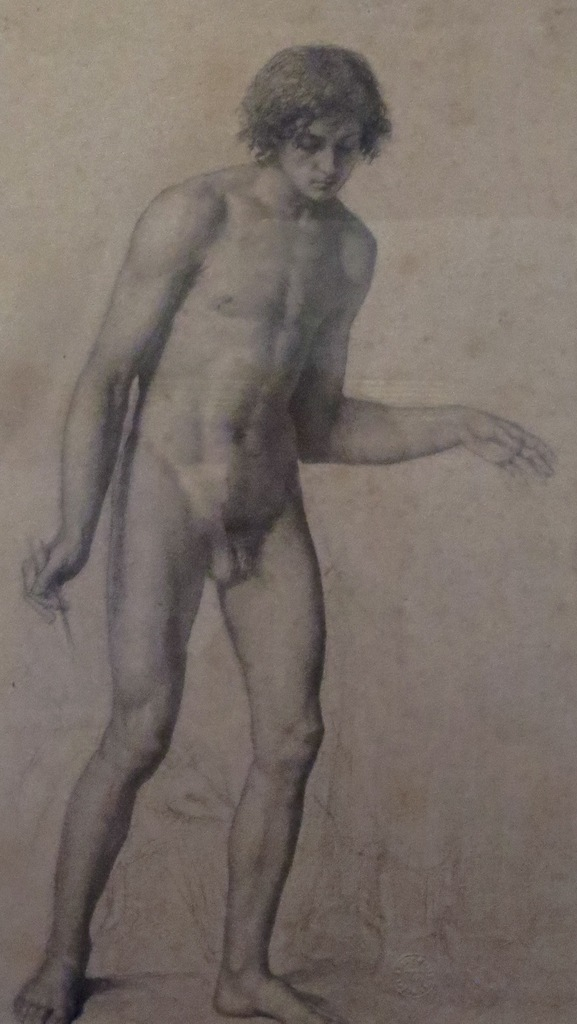
Этюд натурщика
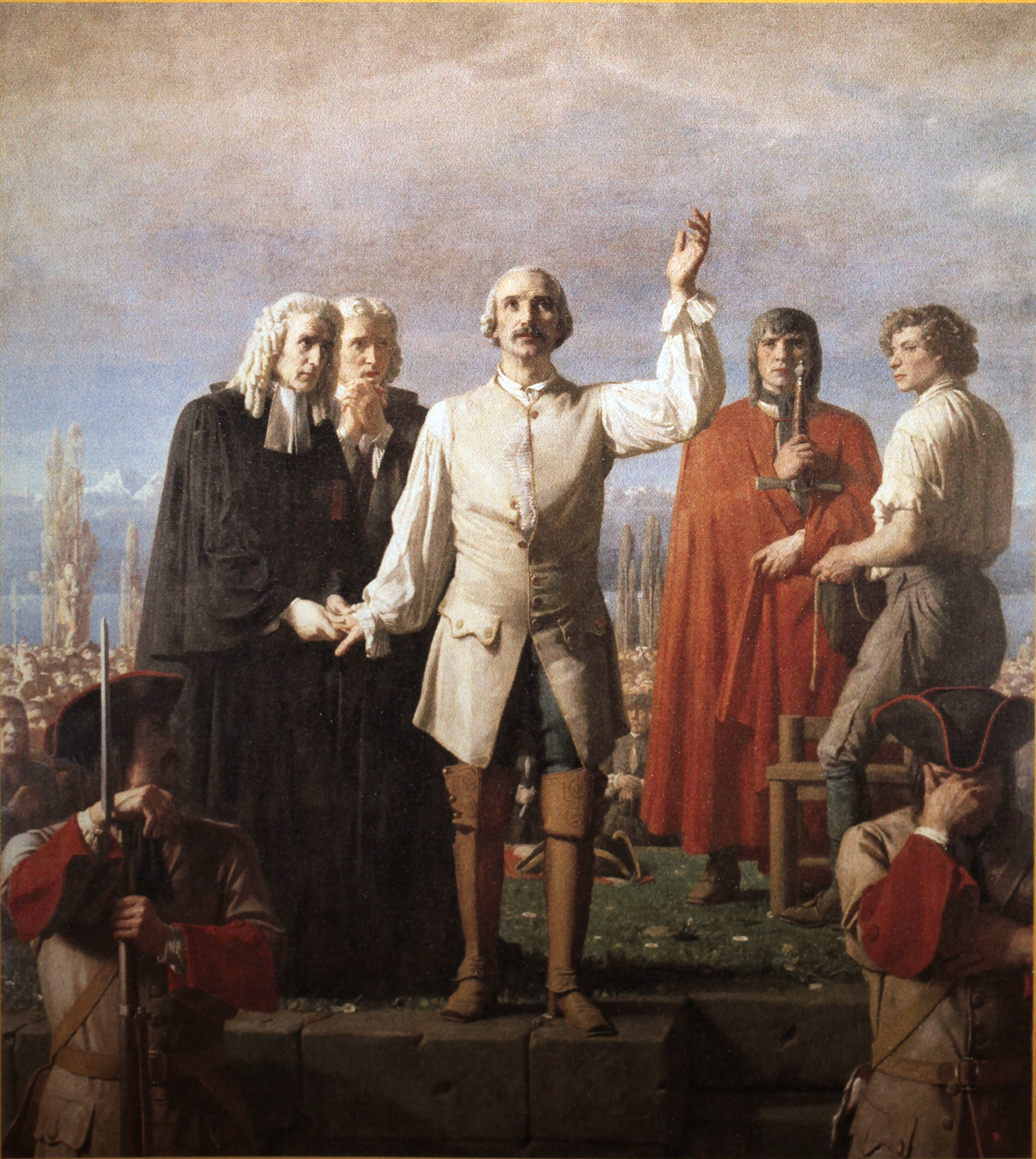
Казнь Жана Давеля. Музей замка Морж, Морж, Швейцария
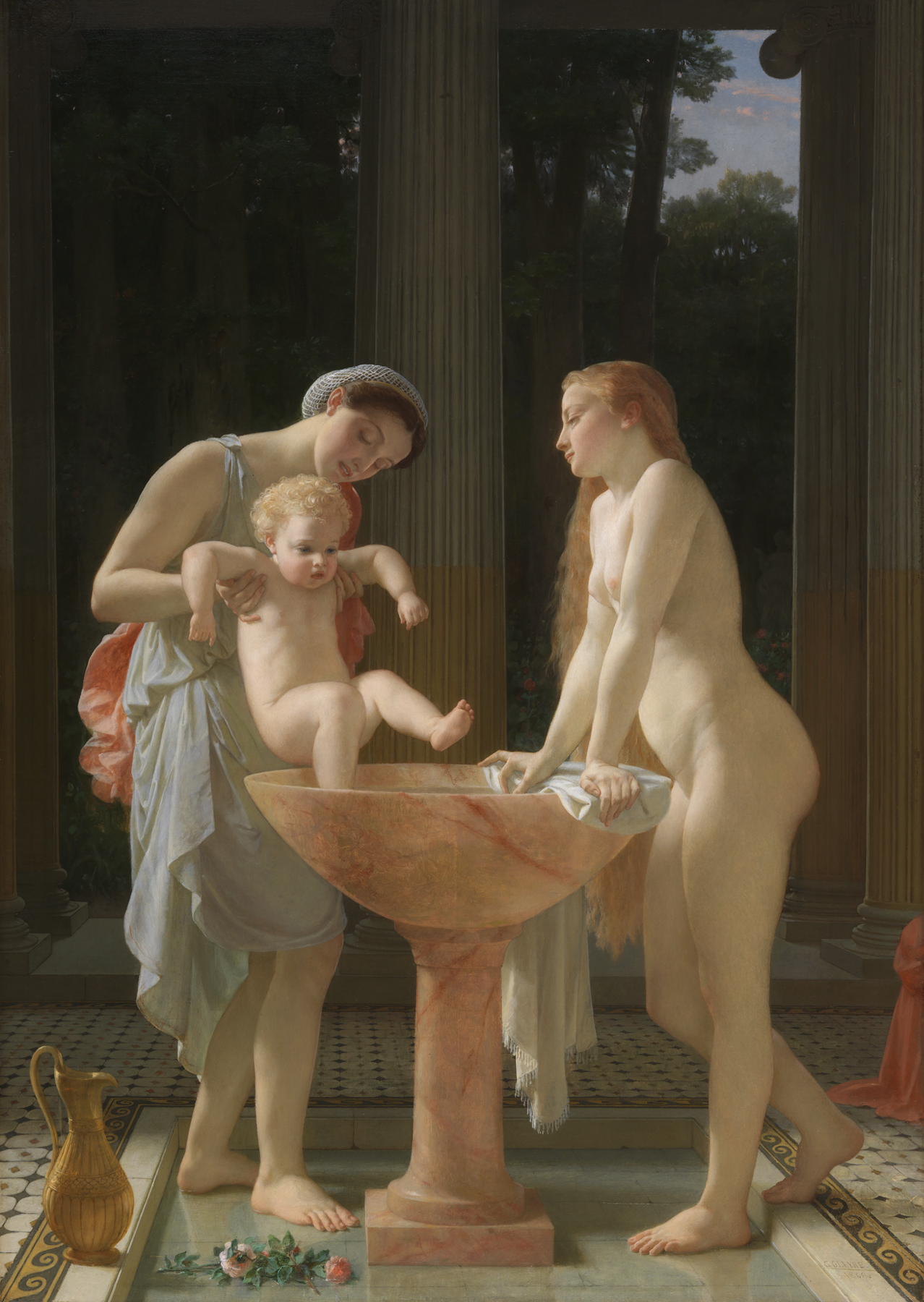
Купание. Музей искусств Крайслер, Норфолк, США
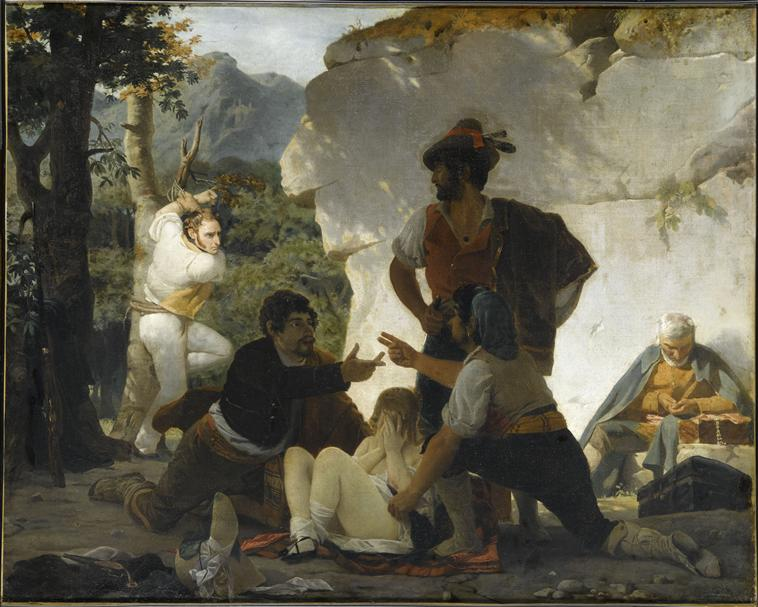
Римские разбойники, 1831, Лувр, Париж
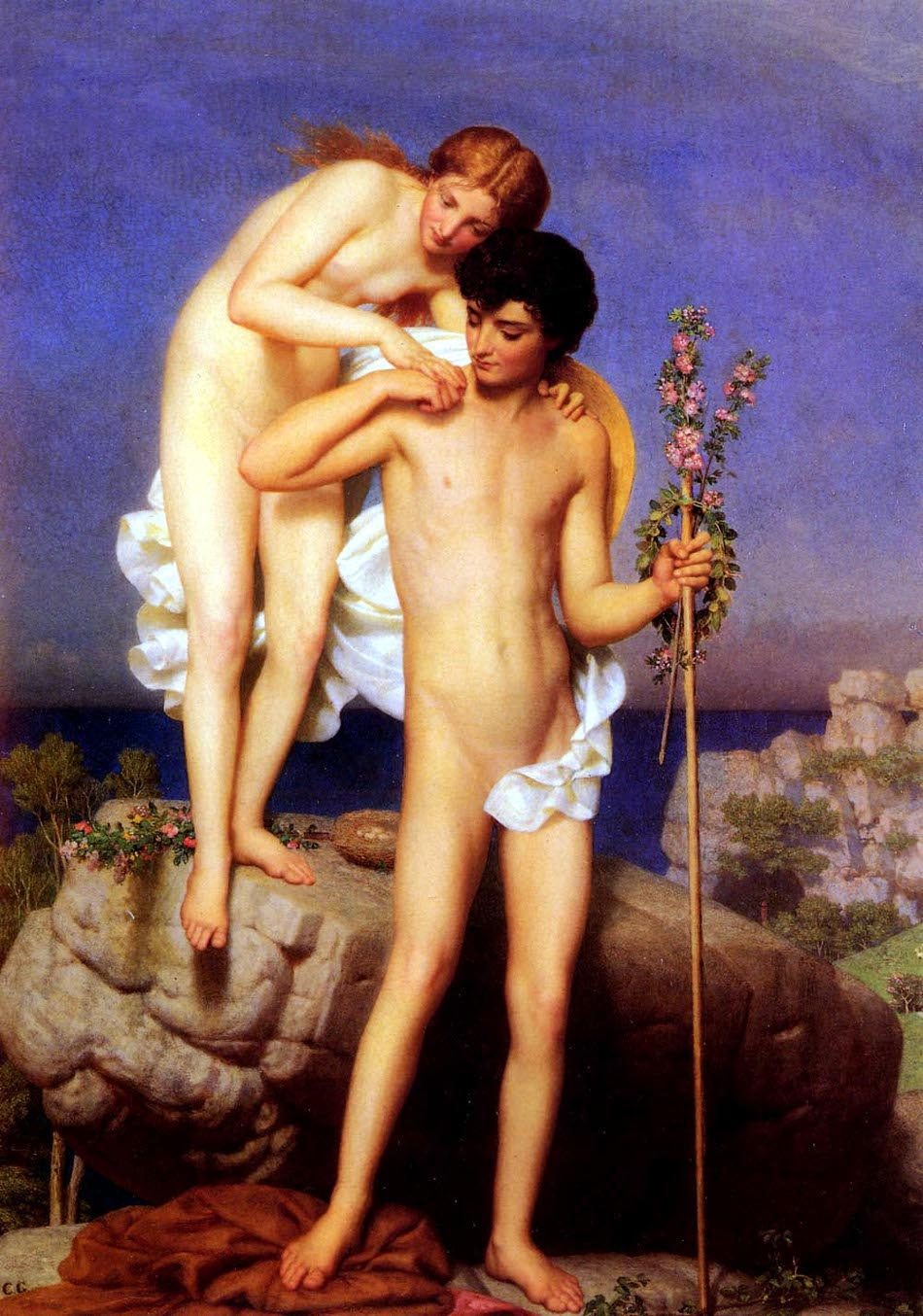
Дафнис и Хлоя. Частное собрание
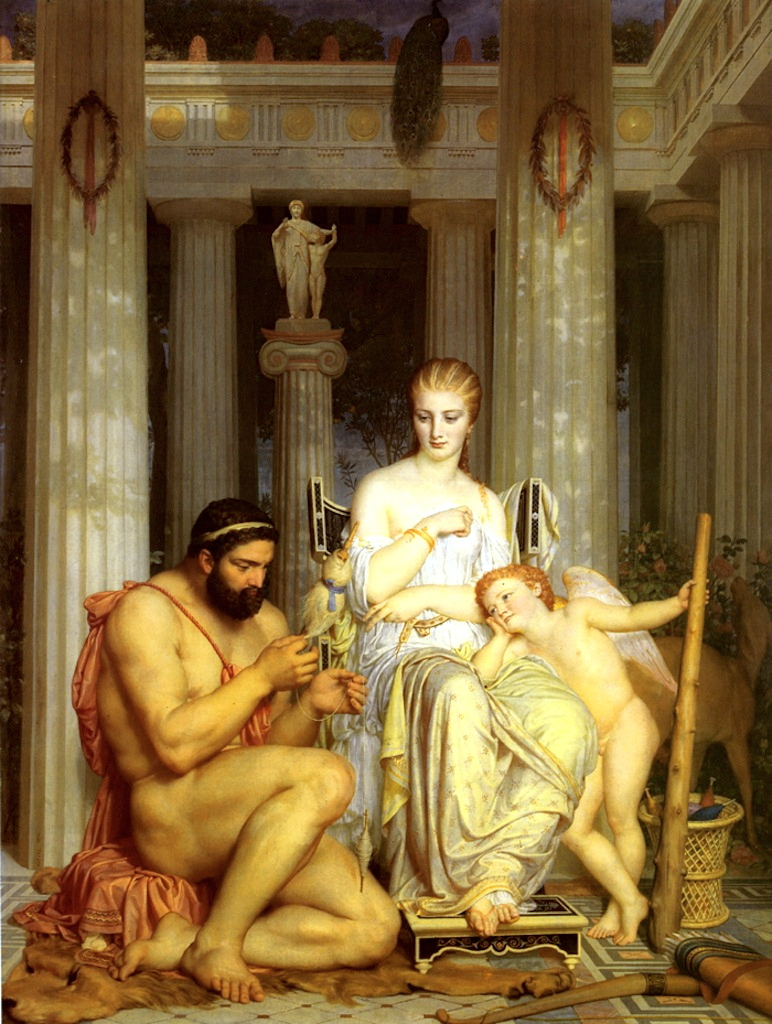
Геракл и Омфала, 1862
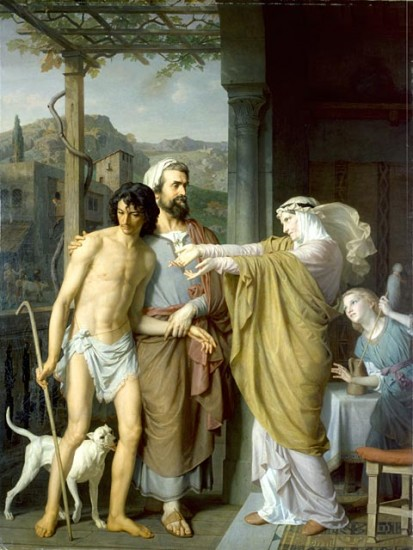
Возвращение блудного сына. Музей изящных искусств, Лозанна